# Agylla vittata
Agylla vittata är en fjärilsart som beskrevs av John Henry Leech 1889. Agylla vittata ingår i släktet Agylla och familjen björnspinnare. Inga underarter finns listade i Catalogue of Life.